# Sicyases sanguineus
Sicyases sanguineus is een straalvinnige vissensoort uit de familie van schildvissen (Gobiesocidae). De wetenschappelijke naam van de soort is voor het eerst geldig gepubliceerd in 1843 door Müller & Troschel.